# Kuopio järnvägsstation

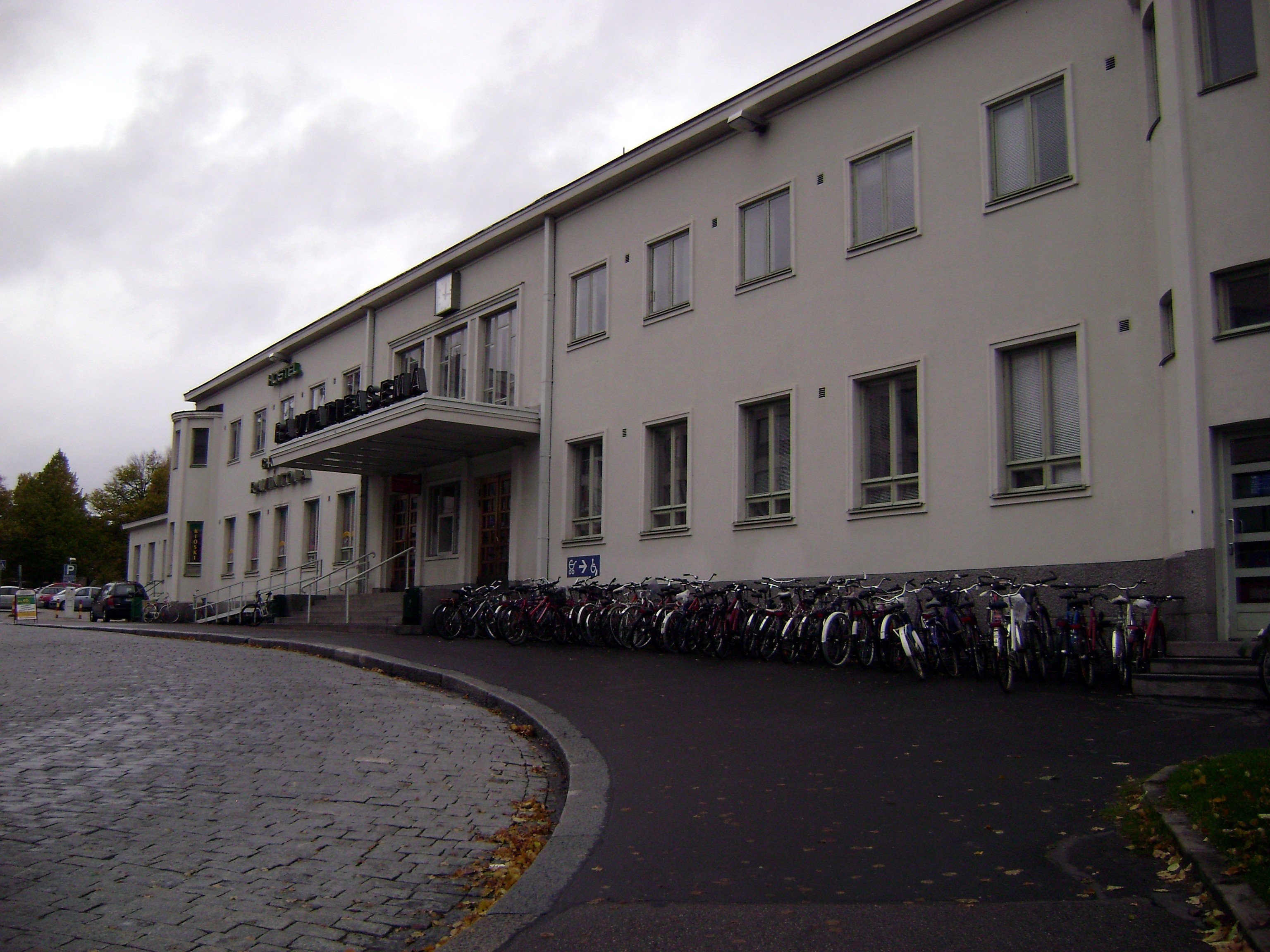
Kuopio järnvägsstation.

Kuopio järnvägsstation (Kuo) är en järnvägsstation på Savolaxbanan i den finländska staden Kuopio i landskapet Norra Savolax. Den nuvarande stationsbyggnaden byggdes under 1930-talet efter ritningar av den finländska arkitekten Jarl Ungern. Avståndet från Helsingfors järnvägsstation är cirka 465 bankilometer.